# Campionato americano maschile di pallacanestro 1989
Il torneo delle americhe di pallacanestro del 1989 noto ora come FIBA Americas Championship 1989, si è svolto dall'8 al 18 giugno 1989 a Città del Messico in Messico. Il torneo è stato vinto dalla nazionale di Porto Rico che in finale ha battuto gli Stati Uniti. Gli altri tre posti a disposizione per i mondiali del 1990 sono stai occupati da Brasile, Venezuela e Canada. A queste cinque squadre si è aggiunta l'Argentina come paese ospitante.

## Squadre partecipanti
| Gruppo A                                                               | Groppo B                                                        |
| ---------------------------------------------------------------------- | --------------------------------------------------------------- |
| - Cuba - Rep. Dominicana - Messico - Panama - Porto Rico - Stati Uniti | - Argentina - Brasile - Canada - Ecuador - Paraguay - Venezuela |

## Classifica finale
|  |  |  |  | Qualificate ai Mondiali 1990 |

|  | Qualificata di diritto ai Mondiali 1990, in quanto Paese ospitante |

| Campione del Mondo | Campione del Mondo | Campione del Mondo |
| --- | ------------------ | --- |
| Porto Rico4 Hernández, 5 López, 6 Gause, 7 Rivera, 8 Mincy, 9 Carter, 10 Alicea, 11 Pellot, 12 Morales, 13 Marrero, 14 de León, 15 Ramos, All. Raymond Dalmau |                    | |
| Argento | Stati Uniti        | Stati Uniti4 Perry, 5 Monroe, 6 Matthews, 7 Payton, 8 Corchiani, 9 Dennis, 10 Simmons, 11 Davis, 12 Bullard, 13 Owens, 14 Laettner, 15 D. Smith, All. Bobby Cremins         |
| Bronzo | Brasile            | Brasile4 Paulão Berger, 5 Maury, 6 Gerson, 7 Pipoka, 8 Evandro, 9 Cadum, 10 Guerrinha, 11 Marcel, 12 Luiz Felipe, 13 Paulão Silva, 14 Oscar, 15 Israel, All. Hélio Rubens   |
| 4. | Venezuela          | Venezuela4 Díaz, 5 Portillo, 6 Parisi, 7 Becker, 8 González, 9 Echenique, 10 Shepherd, 11 Herrera, 12 Sosa, 13 Estaba, 14 Olivares, 15 Palacios, All. Jesús Cordovez        |
| 5. | Canada             | Canada4 Samuels, 5 Turcotte, 6 Pasquale, 7 McKay, 8 Kristmanson, 9 Simms, 10 Granger, 11 Rautins, 12 Ohl, 13 Clemens, 14 Karpis, 15 Kazanowski, All. Ken Shields            |
| 6. | Rep. Dominicana    | Rep. Dominicana4 Payano, 5 Hansen, 6 Pérez, 7 Mercedes, 8 Vargas, 9 Domínguez, 10 Tapia, 11 Muñoz, 12 Cabrera, 13 Molina, 14 Gil, 15 Rodríguez, All. Leandro de la Cruz     |
| 7. | Cuba               | Cuba4 Caballero, 5 Duquesne, 6 Borrell, 7 Luaces, 8 Cabrera, 9 Dubois, 10 Pérez, 11 Rodríguez, 12 Rivero, 13 Scott, 14 Simón, 15 Guibert, All. Carmelo Ortega               |
| 8. | Argentina          | Argentina4 Santamaría, 5 Richotti, 6 Maggi, 7 Cerutti, 8 Rodríguez, 9 Milanesio, 10 González, 11 Cortijo, 12 Uranga, 13 Romano, 14 Osella, 15 Scolari, All. Alberto Finguer |
| 9. | Messico            | Messico4 Reyes, 5 Espinoza, 6 Gallardo, 7 R. González, 8 E. González, 9 Willis, 10 López, 11 Ortega, 12 Sánchez, 13 Arroyos, 14 Holguín, 15 Mena, All. Gustavo Saggiante    |
| 10. | Paraguay           | Paraguay4 González, 5 Ljubetich, 6 Vega, 7 Koppman, 8 Ocampos, 9 Dose, 10 Ochipinti, 11 Cabrera, 12 Schmeda, 13 Cristaldo, 14 Maciel, 15 Penzkofer, All. Carlos Ljubetic    |
| 11. | Panama             | Panama4 Malcolm, 5 E. Grenald, 6 Watson, 7 Cousin, 8 Fiss, 9 Clifford, 10 Gálvez, 11 Jaén, 12 Macías, 13 Pinillo, 14 Jackson, 15 Martínez, All. Reggie Grenald              |
| 12. | Ecuador            | Ecuador4 Chong Qui, 5 Caicedo, 6 Saltos, 7 Vernaza, 8 Ponce, 9 Rubio, 10 Tenorio, 11 Carrera, 12 Sánchez, 13 Escalante, 14 Angulo, 15 Obando, All. Gonzalo Troya            |